# 1964 год в истории метрополитена
В этой статье перечисляются основные  события из истории метрополитенов в 1964 году. Полужирным шрифтом выделены открытия новых транспортных систем.

## События
- 15 апреля — открыта временная станция «Калужская» в здании депо ТЧ-5 «Калужское».
- 1 ноября — открыт Миланский метрополитен.
- 31 декабря — открыты три станции Горьковско-Замоскворецкой линии Московского метрополитена «Речной вокзал», «Водный стадион» и «Войковская».